# کواترتندتا

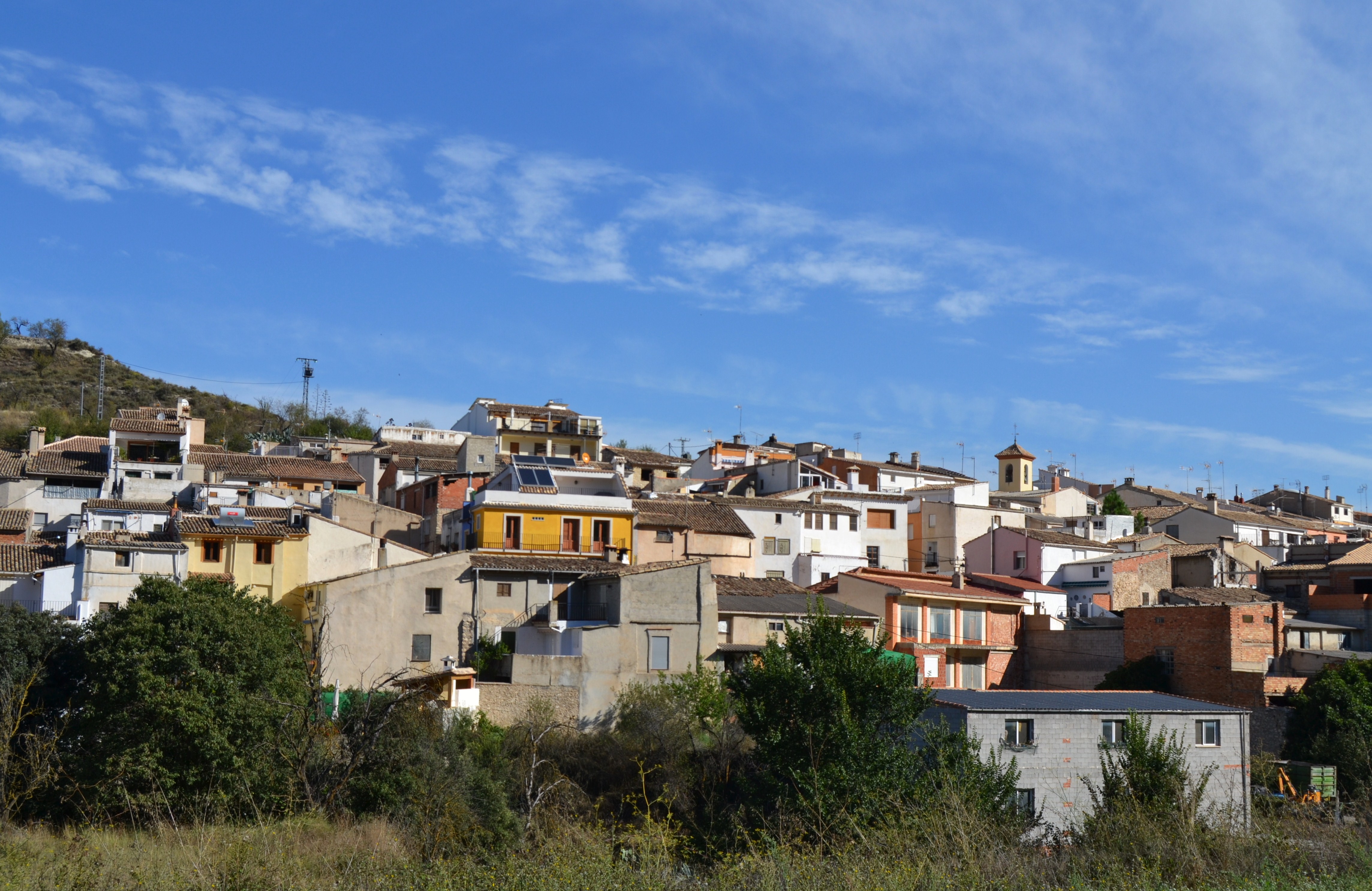
زیبا و دل انگیز دوست داشتن

کواترتوندتا دهستانی در استان آلیکانتهٔ اسپانیا است.
در این دهستان ۱۴۵ نفر زندگی می‌کنند. مساحت این دهستان ۱۶٫۶۲ کیلومتر مربع است.